# Фонтес, Гильерме
Гилье́рме Машаду Кардозу Фо́нтес (порт. Guilherme Machado Cardoso Fontes) — бразильский актёр.

## Биография
Родился 8 января 1967 года в пригороде Рио-де-Жанейро — Петрополисе. Начав свою карьеру в 1985 году с небольших ролей в телесериалах «Ти Ти Ти», «Каменный лес» уже к 1987 он сыграл две главные роли в важных кинофильмах: «Поезд к звёздам» режиссёра Карлуса Диегиса и «Деде Мамата» Родолфо Брандана. «Поезд к звёздам» был номинантом Золотой пальмовой ветви кинофестиваля в Каннах. Телевизионная карьера актёра в 90-х годах XX века бала успешной. В мини-сериале 1990 г. «Желание» он играл в паре с Верой Фишер, а в известном и российскому телезрителю сериале 1993 г. «Секрет тропиканки» его партнёршей стала Глория Пирес. 
 В XXI веке имя Гильерме Фонтеса стало связано более со скандалами, чем с его профессией. Причиной этому стал неудавшийся режиссёрский опыт Фонтеса — фильм «Шато — король Бразилии», экранизация жизненного пути Асиса Шатобриана, известного бразильского магната. Фильм, который начали снимать в 1999 году так и не был завершён. Гильерме Фонтеса обвинили в растрате государственных средств и обязали вернуть в казну 36,5 миллионов бразильских реалов. Он был приговорён 27 апреля 2010 года уголовным судом по обвинению в сокрытии налогов к трём годам тюрьмы, которые заменили на еженедельные общественные работы в течение года и значительную сумму штрафа. Фонтес отвергает все обвинения и утверждает, что злополучный фильм уже готов.. 
Гильерме Фонтес женат на Патрисии Линс Э Силва, у них двое детей.

## Фильмография

### Кино
- 1986 — A Cor do Seu Destino/ Цвет твоей судьбы — Паулу
- 1987 — Um Trem para as Estrelas/ Поезд к звёздам — Винисиус
- 1988 — Деде Мамата — Деде
- 2007 — Primo Basílio/ Кузен Базилиу — Себастиан

### Телевидение
- 2009 — As Brasileiras/ Бразильянки — Нелсон
- 2009 — Cordel Encantado/ Зачарованная история — маркиз Зенобиу Алфреду
- 2010 — As Cariocas/ Девушки Рио — Луис Фелипе
- 2009 — Tudo Novo de Novo/ Всё новое заново — Паулу
- 2008 — Casos e Acasos — Шику
- 2008 — Beleza Pura/ Совершенная красота — Алешандре Бриту
- 2007 — Malhação/ Тренировка — Фернанду Албукерке
- 2005 — Bang Bang/ Пиф-паф — Джефф Уолл-Стрит
- 2001 — Estrela-Guia/ Путеводная звезда — Тони Салес
- 1996 — A Vida como ela é/ Жизнь, какая она есть
- 1996 — O Rei do Gado/ Роковое наследство — Отавиу
- 1996 — O Fim do Mundo/ Конец Света — Жозиас Жункейра
- 1994 — A Viagem/ Линия жизни — Алешандре Толеду
- 1993 — Mulheres de Areia/ Секрет тропиканки — Маркус Ассунсон
- 1990 — Gente Fina — Маурисиу
- 1990 — Desejo/ Желание — Дилерманду
- 1988 — Bebê a Bordo/ Ребёнок на борту — Рей
- 1988 — O pagador de promessas/ Исполнитель обета — Адербал
- 1986 — Selva de Pedra/ Каменный лес — Жуниор
- 1985 — Ti Ti Ti/ Шумиха — Каку